# Santa Liña
Santa Liña, oficialmente y en catalán Santa Linya, es una localidad perteneciente al municipio de Avellanes Santa Liña, en la comarca de la Noguera, en la provincia de Lérida, Comunidad autónoma de Cataluña, España.

## Geografía
Santa Liña es un pueblo pequeño, situado en una zona donde destacan un gran número de cultivos de secano, como olivos,  o almendros, distribuidos a modo de "terrazas", y extensos bosques de encinas y pinos que recorren un terreno accidentado, formado por precipicios y altiplanos, hasta el Pantano de Camarasa.

## Historia
El municipio como tal desapareció en el año 1970, cuando se fusionó con el municipio de Avellanes para formar Les Avellanes y Santa Liña.

## Geografía humana

### Demografía
| Gráfica de evolución demográfica de Santa Liña entre 1842 y 1960 |
| |
| Población de derecho según los censos de población del INE Población de hecho según los censos de población del INEEn este censo se denominaba Santaliña: 1842 Entre el censo de 1970 y el anterior, este municipio desaparece porque se integra en el municipio 25037 (Avellanes Santa Liña) |

- Habitantes: 67[5]

## Comunicaciones
Se puede llegar desde Balaguer, capital de comarca, siguiendo la carretera que une Balaguer con Ager, y desviándose hacia Santa Liña en el cruce de Avellanes. La estación de Santa Liña también la comunicada con Lérida mediante la línea férrea Lérida-Puebla de Segur.

## Fiestas
- La Fiesta Mayor del pueblo, que se celebra en el último fin de semana de agosto.

## Lugares para visitar
- La iglesia, que data del siglo XVI.
- Las calles medievales.